# Winzer (Computerspiel)
Winzer ist ein 1991 für den Commodore Amiga, C64 und PC erschienenes Strategie-Computerspiel. Bei dieser Wirtschaftssimulation übernimmt der Spieler die Leitung eines Weingutes.

## Spielaufbau
Bis zu vier menschliche Spieler erben jeweils ein Weingut zu zehn Hektar in einem deutschen Weinbaugebiet. Ziel jedes Spielers ist es, vor seinen drei menschlichen oder computergesteuerten Konkurrenten 1000 Punkte zu sammeln, welche man in erster Linie dafür erhält, Weine guter Qualität herzustellen, die man auch auf regionalen und bundesweiten Weinprämierungen antreten lassen kann. Das Spiel ist in monatliche Runden gegliedert, in denen man abhängig von der Jahreszeit verschiedene Aktionen durchführen kann. Im Winter kann man auf seinem Weinberg Rebstöcke verschiedener Rebsorten anpflanzen, im Frühjahr und Sommer kann der Weinbauer neben gelegentlichen Düngungen eigentlich nur auf gutes Wetter hoffen und ab August beginnt die Weinlese. Hauptaufgabe ist hier, für seine verschiedenen Rebsorten unter Berücksichtigung seiner sonstigen Ressourcen die optimalen Erntezeitpunkte auszusuchen. Je länger man die Trauben hängen lässt, desto mehr und bessere reife oder überreife Trauben kann man ernten, doch spätestens ab November läuft man Gefahr, dass einem die Trauben am Rebstock verfaulen. Nach der Kelter und einer entsprechenden Lagerzeit im Fass füllt man seinen Wein in Flaschen, meldet ihn an und versucht ihn zu verkaufen.

## Spielelemente
Grafik und Sound von „Winzer“ waren bereits für damalige Verhältnisse bescheiden. Grafisch bestand Winzer aus Text- und Tabellenmenüs sowie ein paar Dutzend schmückender 2D-Grafiken; akustisch beschränkte sich das Spiel weitgehend auf eine gefällige Hintergrundmusik.
Der Reiz des Spieles entsteht durch die gelungene Mischung von Elementen mehrerer Spielegenres:

### Wirtschafts-Strategiespiel
Das Weingut ist zunächst ein Wirtschaftsbetrieb wie jeder andere. Der Spieler muss mit seinem Startkapital gut haushalten, denn das Geld für Investitionen, Weinberg und Angestellte muss ausreichen, bis man erst nach Lese, Kelter, Abfüllung und ggf. Mindestlagerdauer Einnahmen erzielt. Langfristige Investitionen in Rebstöcke und Fasskapazität müssen ebenso sinnvoll abgewägt werden wie ein möglichst günstiger Zeitpunkt zum Kauf von Verbrauchsgütern wie Flaschen. Wer gute Tropfen lange einlagern will, um einen hohen Preis zu erzielen, muss zumindest anfangs auch billige, schnell absetzbare Massenweine herstellen, damit man zwischendurch nicht pleitegeht. Darüber hinaus gibt es eine große Zahl weiterer Möglichkeiten, um sein Fortkommen zu sichern, etwa Werbung, Exportverträge, Anschaffung von Erntemaschinen, Sabotage oder Weinpanscherei. Läuft alles gut, kann man daran denken, eine der nächsten Weinbergversteigerungen zur Vergrößerung des eigenen Gutes zu nutzen.

### Weinbausimulation
Allein durch wirtschaftlich erfolgreiches Handeln kann man dieses Spiel aber nicht gewinnen. Viele Punkte in der Endabrechnung erhält man nur durch regelmäßiges Keltern von Spitzenweinen. Um auf diesem Gebiet erfolgreich zu sein, muss man sich gut mit dem Weinbau, wie er in „Winzer“ präsentiert wird, auskennen. Und die Programmierer haben dieses Spiel mit dem Vorsatz geschrieben, das Weinwissen der Spieler zu erweitern, wobei zugunsten des Spielprinzips grobe Vereinfachungen und teilweise falsche Angaben gemacht werden. Beispielsweise umfasst das Weinanbaugebiet „Württemberg“ auf der Auswahlkarte ganz Baden-Württemberg und die klassische württembergische Rebsorte Trollinger hat im Spiel gute Wuchsbedingungen in Hessen und Franken, nicht jedoch in Württemberg. Der angehende Winzer muss sich damit beschäftigen, welche Rebsorte für das eigene Weinanbaugebiet geeignet ist, inwieweit Erntemenge und Mostqualität von der Witterung abhängen und welche Bedingungen der Most erfüllen muss, damit man daraus nicht nur einen einfachen Tafelwein machen kann, sondern eine Spätlese, eine Auslese oder vielleicht sogar eine Trockenbeerenauslese. Der Winzer muss bereit sein, Trauben auch schon einmal bis in den November hängen zu lassen – ist das Wetter gut, holt man vielleicht noch die paar Grad Oechsle, um einen sehr guten Wein zu keltern; ist das Wetter schlecht, ist die Ernte verloren oder vielleicht immer noch nicht gut genug. Soll man im letzteren Fall die vorhandenen Trauben abernten und als billigen QbA verwerten oder auf einen bitterkalten Dezember hoffen, in dem ein spektakulärer Eiswein möglich ist?
Wirtschaft und Weinbau sind in diesem Spiel untrennbar verwoben und haben dafür gesorgt, dass sich dieses unscheinbare Spiel lange großer Beliebtheit erfreute.

## Rezeption
Amiga Joker lobte die originelle Thematik, die nach Einarbeitung für Komplexität und Spielspaß und sorge. Häufig sei das Timing im Spiel entscheidend. Die Anleitung sei übersichtlich. Hingegen sei die Menüführung umständlich und die grafische Aufmachung eher schlicht. In der C64-Version fehlen Funktionen wie Sabotage und Panschen. Dennoch sei das Spiel sehr übersichtlich angelegt und mit thematisch passender grafischer Darstellung versehen. Die Version für CDTV erlaubt es nicht zu speichern, außer das System besitzt RAM-Karte und Diskettenlaufwerk. Im Vergleich zur Amiga Version wurde ein Weinbauer Lexikon hinzugefügt. Die Auswahl der Menüs sei eher fummelig. ASM merkte an, dass Pflanzenschädlinge im Spiel nicht vorkommen. Ansonsten sei das Spiel jedoch sehr authentisch und greife bekannte Aspekte anderer strategischer Wirtschaftssimulationen auf. In manchen Spielphasen seien größtenteils keinerlei Aktionen des Spielers nötig. Grafik und Sound seien unterdurchschnittlich.